# Győri Gábor
Győri Gábor (Budapest, 1967 –) magyar vízilabdázó, orvos, zenész.

## Sportpályafutása
A Ferencvárosi Torna Klubban kezdett vízilabdázni 1978-ban. Edzői Goór István, dr. Csillag Gábor, Jordáky Béla, Nagy Gábor, Kis Egon voltak. Eleinte középhátvéd, majd 1983-tól középcsatár (center) poszton játszott. 1984-ben mutatkozott be az FTC felnőtt csapatában, ahol akkor dr. Szívós István volt a vezetőedző. 1985-ben tagja volt az Európa-bajnokságon (Málta, La Valetta) ezüstérmes magyar ifjúsági válogatottnak. Ugyan ebben az évben az isztambuli junior világbajnokságon szintén ezüstérmet szerzett. 1986-ban csapatkapitánya volt a junior Európa-bajnoki bronzérmes (Berlin) válogatottnak. Edzői dr. Szívós István és Kemény Ferenc "Fecsó" voltak. 1987-ben az Universiade válogatottban (Zágráb 7. hely) szerepelt, és tagja volt a szöuli olimpiára készülő felnőtt válogatottnak, amelynek szövetségi kapitánya Kásás Zoltán volt.
1985-től 1990-ig az OSC csapatában játszott, itt edzői Bodnár János, Kunos Gyula, Furmann Jenő, dr. Gyarmati Dezső, dr. Faragó Tamás voltak. Az OSC színeiben kb. 100 elsőosztályú mérkőzésen volt a kezdő csapat tagja.
1990-91 a hollandiai AZC (Alphen aan den Rijn) csapatában folytatta pályafutását. A holland elsőosztály egyetlen hivatásos játékosaként. Az AZC-vel megnyerték a Holland Királyi Kupát, a KEK-ben pedig a Partizán Belgrád mögött ezüstérmet szereztek.
Súlyos betegség miatt 1991-ben a versenyszerű sportolást abba kellett hagynia. 2003-ban ismét vízbe szállt, és több mint 10 éves kihagyás után tagja volt az OSC magyar kupában bronzérmes csapatának.

## Szakmai pályafutása
Tanulmányait a Semmelweis Orvostudományi Egyetem Általános Orvostudományi Karán végezte, 1992-ben szerzett diplomát "cum laude" minősítéssel. 2000-ben szakvizsgázott háziorvostanból. Családorvosként dolgozik. Kutatási területe a hit és egészség kapcsolata, ebben a témában több publikációja jelent meg.

## Zenei pályafutása
Klarinétos, szaxofonos. Tanárai Vadász Antal, Kolozsvári László és Papp József voltak. 1983-ban a Stúdium Dixieland Banddel "Ki Mit tud?" győztesek voltak jazz kategóriában. Számos hazai és külföldi fesztiválon szerepeltek. 1988-ban alakították meg testvérével Győri János trombitással a Dr. Jazz Gospel Bandet. 1992-ben jelent meg műsoros kazettájuk "Deep River – Mély folyó" címmel.

## Eredményei

### Magyar válogatott
- Junior világbajnokság ezüst (1985, Isztambul)
- Ifjúsági Európa-bajnokság ezüst (1985, Málta, La Valetta)
- Junior Európa-bajnokság bronz (1986, Berlin)

### Klubcsapat
- KEK ezüst 1990 (AZC)
- Holland Királyi Kupa arany 1991 (AZC)
- Magyar Kupa bronz 2003 (OSC)